# Tomografía sísmica

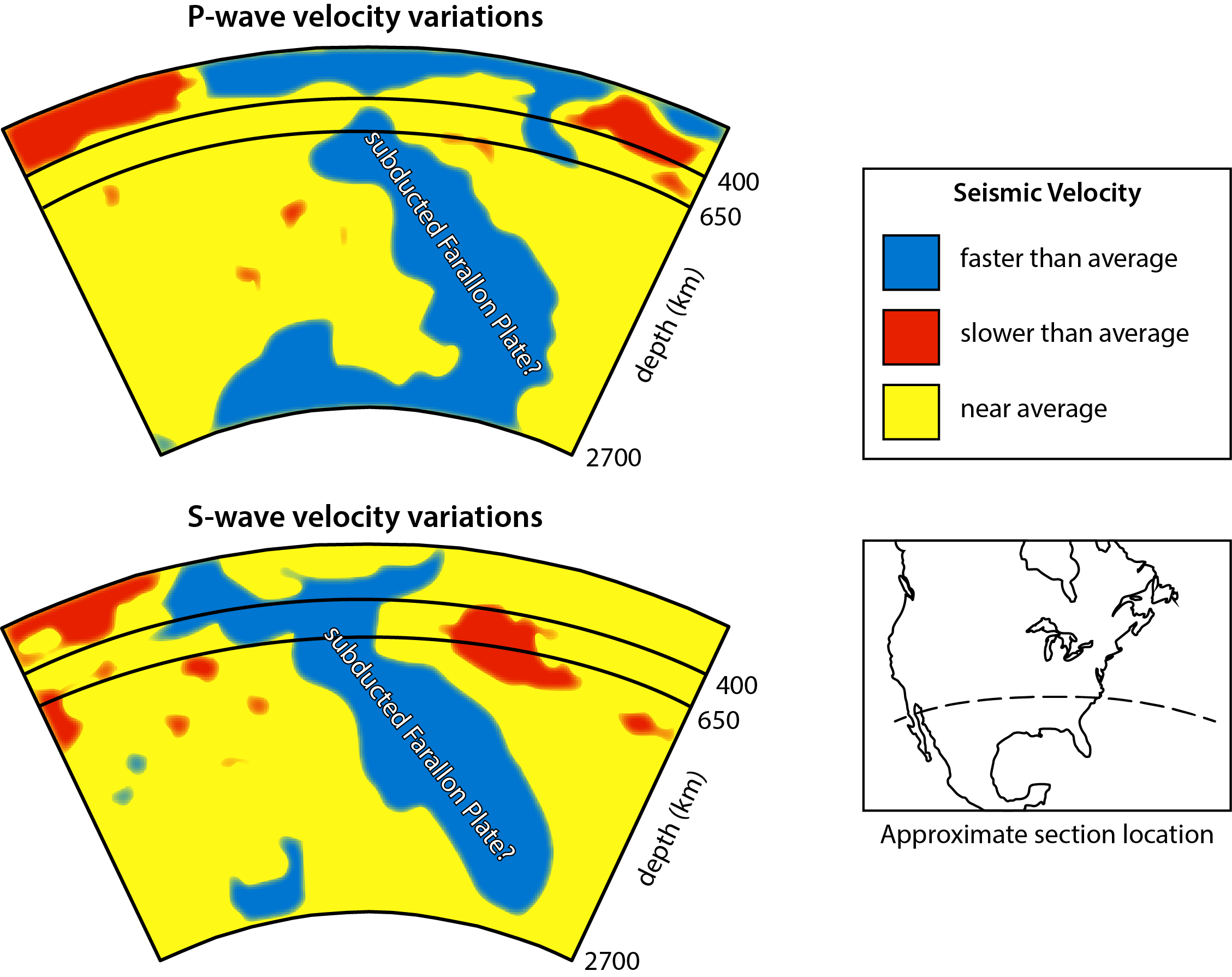
Imagen tomográfica simplificada de los restos subducidos de la placa de Farallón (en azul) bajo Norteamérica.

La tomografía sísmica permite reconstruir una imagen de la estructura interna de la Tierra a partir de la lectura de los tiempos de trayecto de unas ondas sísmicas que se propagan en el medio.
Este procedimiento ha permitido conocer la topografía de las diferentes unidades geodinámicas de la tierra, llegando a obtenerse por ejemplo, un perfil topográfico de la superficie del núcleo de la tierra. 
Además, según el método, también aporta una visión tridimensional, como una radiografía del interior del planeta. Se deducen corrientes ascendentes y descendentes de materiales a diferente temperatura de la esperada a esas profundidades.
Para la interpretación de las ondas reflejadas y refractadas en tomografía sísmica se utilizan los programas de software SeisImager y ZondST2D.